# Unión de Demócratas 'Por Lituania'
La Unión de Demócratas "Por Lituania" (en lituano Demokratų sąjunga „Vardan Lietuvos“; DSVL) es un partido político lituano de centroizquierda y verde fundado el 29 de enero de 2022 por Saulius Skvernelis, ex primer ministro de Lituania (2016-2020). El partido es moderadamente conservador en lo social.
La mayoría de los miembros del partido son antiguos miembros de la Unión de Campesinos y Verdes de Lituania (LVŽS). El nombre del partido "Por Lituania" (en lituano: Vardan Lietuvos, literalmente En Nombre de Lituania) es una referencia a la última línea del himno nacional de Lituania, Tautiška Giesmė. La Unión de Demócratas se convirtió en miembro del Partido Verde Europeo y se presentó a las elecciones al Parlamento Europeo de 2024 en Lituania, ganando un escaño en el Parlamento Europeo. El partido hace campaña sobre cuestiones medioambientales así como sobre políticas socioeconómicas redistributivas.

## Historia

### Fundación
Saulius Skvernelis fue nombrado Primer Ministro de Lituania el 22 de noviembre de 2016, con el apoyo de la Unión de Campesinos y Verdes de Lituania (LVŽS) y el Partido Socialdemócrata de Lituania (LSDP), y formó su Gabinete. Aunque fue elegido para el Seimas en las elecciones de 2016 como parte de la Unión de Campesinos y Verdes, era formalmente independiente, y su conflicto con el presidente del partido, Ramūnas Karbauskis, llevó a especular que tenía la intención de formar su propio partido político. En 2019, el Centro de Registros registró el nombre 'Partido Político 'Por la Patria' (lituano: Politinė partija 'Tēvynės labui'), que fue el lema electoral de Skvernelis durante las elecciones presidenciales de 2019, lo que alimentó aún más la especulación.
El LVŽS perdió las elecciones de 2020 y pasaron a la oposición. Skvernelis y Karbauskis no estaban de acuerdo sobre el papel del partido como cabeza de la oposición, así como la composición de su gabinete en la sombra, que Karbauskis intentó cubrir con miembros del partido mas leales a él, lo que llevó a nuevas especulaciones sobre una inminente división del partido. El 7 de septiembre de 2021, Skvernelis y otros diez miembros abandonaron el grupo parlamentario Campesino-Verde y proclamaron la formación del grupo parlamentario Demócratas - Por Lituania (lituano: Demokratai - vardan Lietuvos). Mencionaron su oposición a la postura agresiva del partido y manifestaron su interés en trabajar como una oposición constructiva. Al grupo también se unieron los parlamentarios independientes, anteriormente socialdemócratas, Algirdas Butkevičius (ex-primer ministro) y Domas Griškevičius.
El grupo anunció su intención de reorganizarse en un partido político, lo que provocó que numerosas ramas regionales de los Campesinos Verdes, así como los alcaldes de Lazdijai, Šilutė y Neringa abandonaran el partido y declararan su intención de unirse a la nueva formación. También se unieron al ex ministro de Medio Ambiente, Kęstutis Mažeika, y el comisario europeo Virginijus Sinkevičius. El partido se fundó el 29 de enero de 2022, en una conferencia fundacional en Palanga.
El partido participó en las elecciones al Parlamento Europeo de 2024 en Lituania, obteniendo el 5,95% del voto popular y ganando un escaño en el Parlamento Europeo (de los 11 lituanos). Esto se consideró un éxito para el partido, dado que este tenía solo dos años de existencia en el momento de las elecciones al Parlamento Europeo de 2024.

### Actividad
Inmediatamente después de su fundación, el DSVL se convirtió en uno de los partidos líderes en las encuestas de popularidad, mientras que los Campesinos y Verdes (LVŽS) y el Partido del Trabajo (DP) cayeron en las encuestas. Con el tiempo, su apoyo se estancó y se redujo ligeramente debido a la competencia con los socialdemócratas.
Es uno de los tres principales partidos de oposición del Decimotercer Seimas de Lituania. En las elecciones municipales de 2023, el partido obtuvo el 6,68% de los votos, un resultado algo inferior al que indicaban las encuestas y quedó por debajo de los Campesinos y Verdes y los socialdemócratas. Los resultados más sólidos se dieron en municipios cuyos alcaldes y delegaciones se habían unido al partido en 2021 y 2022. Presentó un candidato en una elección parcial en el distrito electoral de Raseniai-Kėdainiai el 3 de septiembre de 2023, pero terminó como el peor de todos los candidatos, con el 2,48% de los votos.
El 17 de junio de 2023 anunció su decisión de intentar unirse al Partido Verde Europeo. Se incorporó oficialmente en febrero de 2024.

## Ideología
El partido se describe a sí mismo como centroizquierda en política económica y socialmente conservador en cuestiones socioculturales. Apoya la renta mínima garantizada, el fortalecimiento de la familia tradicional, lograr la neutralidad climática en 2045 y la descentralización. En su programa se define como de centroizquierda, pero mantiene su enfoque en los valores familiares. Es miembro del Partido Verde Europeo y se centra en el ecologismo y la política verde, así como en cuestiones socioeconómicas de centroizquierda.
La Unión de Demócratas se considera ideológicamente heterodoxa y entre sus miembros fundadores se incluyen antiguos miembros de casi todos los partidos políticos lituanos existentes anteriormente. Muchos de sus vicepresidentes, incluidos Ausma Miškinienė, Lukas Savickas y Vytautas Bakas, eran aliados cercanos de Skvernelis en su gabinete de gobierno. Esto ha dado lugar a afirmaciones de que el partido se fundó por oportunismo político y no tiene una ideología más allá de haber sido elegido para el parlamento.

## Resultados

### Elecciones legislativas
| Año  | Líder              | Votos   | %               | Escaños | Gobierno |
| ---- | ------------------ | ------- | --------------- | ------- | -------- |
| 2024 | Saulius Skvernelis | 114.792 | \| \| 9,40 % \| | 14/141  | Gobierno |
|      | 9,40 %             |         |                 |         |          |

### Parlamento Europeo
| Año  | Cabeza de Lista        | Votos  | %               | Escaños | Grupo PE       |
| ---- | ---------------------- | ------ | --------------- | ------- | -------------- |
| 2024 | Virginijus Sinkevičius | 40.351 | \| \| 5,95 % \| | 1/11    | Los Verdes/ALE |
|      | 5,95 %                 |        |                 |         |                |

### Elecciones municipales
| Año  | Votos  | %               | Concejales | Alcaldes |
| ---- | ------ | --------------- | ---------- | -------- |
| 2023 | 78.052 | \| \| 6,68 % \| | 124/1498   | 5/60     |
|      | 6,68 % |                 |            |          |